# Heliconius modesta
Heliconius modesta är en fjärilsart som beskrevs av Riffarth 1900. Heliconius modesta ingår i släktet Heliconius och familjen praktfjärilar. Inga underarter finns listade i Catalogue of Life.